# 徐梓
徐梓（16世纪？—？），字汝良，號鳳暘，浙江杭州府餘杭縣人，民籍，明朝官员。

## 生平
浙江鄉試第八十五名。嘉靖三十二年（1553年），登三甲第七十八名進士。兵部观政，授廣東饒平縣知縣，升刑部主事、刑部署员外郎，四十三年九月官至福建佥事，隆慶元年（1567年）因贪墨被劾，勒令閑住。

## 家族
曾祖徐徽；祖父徐金；父徐漢，監生。母吳氏；繼母葉氏。弟徐樟、徐榆、徐杞、徐荆標、徐荆𣐀。